# Euphorbia debilispina

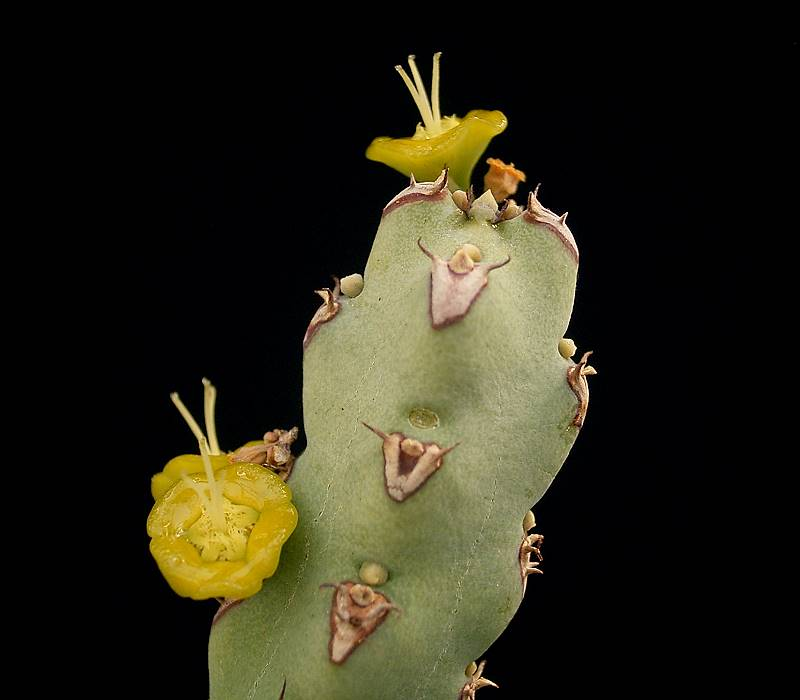
Blütendetail

Euphorbia debilispina ist eine Pflanzenart aus der Gattung Wolfsmilch (Euphorbia) in der Familie der Wolfsmilchgewächse (Euphorbiaceae).

## Beschreibung
Die sukkulente Euphorbia debilispina wächst als kleiner Strauch und erreicht eine Höhe von etwa 12,5 Zentimeter. Durch die dichte Verzweigung werden sehr kompakte Pflanzen gebildet. An den Kanten der stumpf vierkantigen und bis 1 Zentimeter dicken Triebe sind flache und rundliche Warzen angeordnet. Die dreieckigen Dornschildchen stehen einzeln und werden 4 Millimeter lang und 2 Millimeter breit. Es werden bis 3 Millimeter lange Dornen und Nebenblattdornen ausgebildet.
Der Blütenstand ist aus einfachen und einzelnen Cymen zusammengesetzt und steht an einem 2 bis 3 Millimeter langen Stiel. Die Cyathien erreichen einen Durchmesser von 4,5 Millimeter. Die elliptischen Nektardrüsen stoßen aneinander und sind gelb gefärbt. Die stumpf gelappte Frucht wird etwa 3,5 Millimeter lang und 4,25 Millimeter breit. Sie ist nahezu sitzend. Der eiförmige Samen wird 2 Millimeter lang und 1,5 Millimeter breit. Die Samenoberfläche ist dicht mit Warzen besetzt.

## Verbreitung und Systematik
Euphorbia debilispina ist in Zentral-Sambia auf Kalksteinfelsen in locker bewaldeten Gebieten verbreitet.
Die Erstbeschreibung der Art erfolgte 1992 durch Leslie Charles Leach.